# Befriedung von Mandschukuo
Die Befriedung von Mandschukuo war eine Kampagne zur Befriedung des neu errichteten Marionettenstaats Mandschukuo zwischen den antijapanischen Freiwilligenarmeen und verschiedenen Partisanengruppen der Mandschurei und später der kommunistischen Nordöstlichen Vereinten Antijapanischen Armee auf der einen und der Kaiserlich Japanischen Armee und der Mandschurischen Armee auf der anderen Seite. Die Kampagne fand im Vorfeld und während der ersten Hälfte des Zweiten Sino-Japanischen Krieges statt und führte zu einem japanisch-mandschurischen Sieg.

## Japan übernimmt die Kontrolle
Die frühesten antijapanischen Partisanengruppen bildeten sich in den Provinzen Fengtian und Kirin, nachdem die chinesische Fengtian-Armee dem japanischen Vormarsch im ersten Monat der japanischen Invasion der Mandschurei nur wenig Widerstand entgegensetzen konnte und die Japaner erfolgreich darangingen, die Verwaltung der Provinzen Fengtian und Kirin durch kollaborierende Kräfte zu ersetzen.
Ein Großteil der Provinzregierung von Fengtian floh in die westlich gelegene Stadt Jinzhou, während der Gouverneur Zang Shiyi in Mukden blieb. Er weigerte sich jedoch, mit den Japanern zu kollaborieren und eine separatistische Marionettenregierung zu bilden, weshalb er inhaftiert wurde. Am 21. September 1931 verkündete die Führung der Kwantung-Armee daher eine Proklamation, mit welcher Oberst Kenji Doihara als Bürgermeister von Mukden eingesetzt wurde. Dieser regierte die Stadt ab diesem Zeitpunkt mithilfe eines so genannten Notstandskomitees, welches hauptsächlich aus Japanern gebildet wurde.
Nachdem es den Japanern gelungen war, die Hauptstadt der Provinz Kirin, die Stadt Kirin, kampflos zu erobern, unterbreiteten sie dem chinesischen Generalleutnant Xi Qia am 23. September 1931 das Angebot, eine provisorische Regierung der Provinz zu bilden. General Xi Qia stimmte zu und erklärte am 30. September unter dem Schutz der Kaiserlich Japanischen Armee die Unabhängigkeit der Provinz Kirin von der Republik China.
Bereits am 24. September 1931 wurde in der Provinz Fengtian ebenfalls eine provisorische Regierung ausgerufen mit Yuan Chin-hai als Vorsitzendem des Komitee für die Bewahrung von Frieden und Ordnung.
Zusätzlich rief General Zhang Jinghui am 27. September 1931 in Harbin eine Konferenz führender Politiker und Militärs der Region zusammen, bei welcher die Organisation eines Notstandskomitee des Speziellen Distrikts diskutiert werden sollte. Ziel dieses Komitee sollte die offizielle Loslösung des Gebiets um Harbin von der Republik China sein. Da die Umgebung der Stadt jedoch fast komplett unter der Kontrolle antijapanischer Milizen und regulärer Truppen der Generäle Ding Chao, Li Du, Feng Zhanhai und anderer stand und die Stadt selbst von den Japanern regiert wurde, erlangte das Komitee keinerlei Einfluss.
Währenddessen wurde am 10. November das Nordöstliche Verwaltungskomitee durch Yu Chung-han gegründet. Dieser war ein bekannter Politiker aus dem Kabinett Zhang Xueliangs und favorisierte eine weitgehende Autonomie der Mandschurei von China. Nachdem die Japaner General Ma Zhanshan im Verlauf der Jiangqiao-Kampagne geschlagen und am 19. November Qiqihar besetzt hatten, bildeten sie in der Provinz Heilongjiang eine Selbstverwaltungsgesellschaft und setzten General Zhang Jinghui am 1. Januar 1932 als Gouverneur ein.
Im Zuge der japanischen Eroberung von Jinzhou begann die Unabhängigkeitsbewegung, in der nördlichen Mandschurei schnell an Einfluss zu gewinnen, wobei sie von Oberst Doihara und den ihm unterstellten Geheimdiensteinheiten von Harbin aus massiv unterstützt wurde. Am 7. Januar 1932 folgte General Zhang Jinghui, welcher nach der Niederlage von Jinzhou der Meinung war, sämtlicher weiterer Widerstand gegen die Japaner sei zwecklos, einer Aufforderung des Nordöstlichen Verwaltungskomitee und erklärte die Unabhängigkeit der Provinz Heilongjiang. Der geschlagene General Ma, welcher sich von Qiqihar aus nach Hailun zurückgezogen hatte, weigerte sich, diese Unabhängigkeitserklärung anzuerkennen, da er sich immer noch als rechtmäßiger Gouverneur von Heilongjiang ansah. Etwa zeitgleich begann Oberst Doihara, Kontakt zu Ma aufzunehmen, um auf ihn zur Kollaboration mit dem in der Entstehung begriffenen Staat Mandschukuo zu bewegen. Obwohl Ma den Verhandlungen zustimmte, unterstützte er weiterhin den noch Widerstand leistenden General Ding Chao in seinem Kampf gegen die Japaner.

## Früher Widerstand: Milizen, Bruderschaften und Banditen
Die schnelle Zerschlagung der lokalen Regierung Zhang Xueliangs durch die Japaner führte dazu, dass der Widerstand gegen die Besetzung sich dezentralisierte. Es bildeten sich vielerorts kleinere Gruppen von Milizen, Bruderschaften und Banditen. Ein Großteil der japanischen Truppen der Kwantung-Armee war in den Provinzen Heilongjiang und Fengtian gegen die Truppen Ma Zhanshans und Zhang Xueliangs konzentriert, sodass die Widerstandsgruppen außerhalb der Städte und abseits der japanisch patrouillierten Eisenbahnlinien Ende 1931 und Anfang 1932 mehr oder weniger offen Kämpfer rekrutieren und für ihre Sache werben konnten.

### Milizen
Die Lage in den Randgebieten Chinas führte dazu, dass die Zentralregierung in der Mandschurei von jeher eher schwach war und Banditen und Warlords eine ständige Gefahr darstellten. Aufgrund dessen hatten sich bereits vor dem japanischen Einmarsch von Landbesitzern und lokalen Behörden aufgestellte Milizen zur Verteidigung des eigenen Besitzes gebildet. Viele dieser Milizen wurden nach der Besetzung trotz ihrer schlechten Ausrüstung zu Partisanengruppen, welche sich Namen wie Selbstverteidigungsmiliz, Antijapanische Miliz oder Chinesische Freiwillige gaben. Eine der ersten bekannten Gruppen dieser Art war die Mutige Bürgermiliz, welche sich im November 1931 im Küstengebiet von Jinzhou bildete. Die meisten Milizen bildeten sich im südlichen Fengtian, in welchem ungefähr die Hälfte der Einwohner der Mandschurei lebten und der Anteil an Han-Chinesen besonders hoch war. Die Präsenz japanischer Truppen entlang der Südmandschurischen Eisenbahn lange vor der Besetzung der Mandschurei hatte in diesem Gebiet bereits vorher starke antijapanische Ressentiments entstehen lassen.

### Bruderschaften
Bäuerliche Bruderschaften waren eine traditionelle Form gegenseitigen Schutzes, organisiert von Kleinbauern und Landbesitzern. Während der Kriege der Warlord-Ära in Nord- und Zentralchina kamen viele Flüchtlinge in die Mandschurei. Ab 1926 stieg diese Zahl auf über eine Million jährlich. Unter diesen waren viele, die zu den zwei vorherrschenden Bruderschaften dieser Zeit, der Roter-Speer-Gesellschaft und der Große-Schwerter-Gesellschaft angehörten, welche ihre Mitglieder auch in der Mandschurei gegen umherziehende Banditen und betrügerische Großgrundbesitzer zu organisieren begannen.
Die Roter-Speer-Gesellschaft hatte ihre Zentren im Hinterland von Fengtian und in der ländlichen Umgebung Harbins, während sich die Große-Schwerter-Gesellschaft auf das südliche Kirin und kleine Teile Fengtians konzentrierte. Zu einem ersten Aufstand kam es bereits 1927 durch die Große-Schwerter-Gesellschaft. Dieser wurde durch den Zusammenbruch der Feng-Piao-Währung verursacht und, sofern er nicht von den Bauern unterstützt wurde, von diesen doch zumindest respektiert, da die Großen Schwerter nur gegen die Verwaltungsbeamten des Warlords Zhang Zuolin vorgingen.
Seit dem japanischen Einmarsch gab es kleinere Angriffe durch die Große-Schwerter-Gesellschaft entlang der koreanisch-mandschurischen Grenze, welche mit der Proklamation Mandschukuos am 9. März 1932 massiv zunahmen. Die Großen Schwerter wurden zum wichtigsten Faktor des Widerstandes in diesem Bereich und begannen lose Verbindungen mit verschiedenen antijapanischen Armeen einzugehen. Der frühere Banditenführer Lao Pie-fang wurde zum Befehlshaber der Großen Schwerter im westlichen Fengtian, während sie im südöstlichen Kirin ein Bündnis mit dem General Wang Delin eingingen. Der ehemalige chinesische General Feng Zhanhai rüstete auf eigene Kosten ein 4000 Mann starkes Korps der Großen Schwerter aus.
Die einzelnen Gruppen der Roter-Speer-Gesellschaft waren weiter verteilt und führten daher nur sporadische Angriffe durch. Ein Zentrum war die Gegend um Mukden, in welcher es viele wichtige Kohleminen gab. Ihr Befehlshaber war ein ehemaliger Offizier der Fengtian-Armee namens Tang Juwu. Trotz ihrer weiten Verstreuung konnte die Roter-Speer-Gesellschaft außerordentlich lange Widerstand leisten. So griff noch am 3. Juni 1933, zwei Jahre nach dem Mukden-Zwischenfall und lange nach der Zerschlagung der großen Freiwilligenarmeen eine Gruppe von 1000 Roten Speeren Verwaltungsgebäude in der Präfektur Tungfeng an.
Trotzdem bestanden beide Gesellschaften hauptsächlich aus ungebildeten und schlecht ausgerüsteten Kleinbauern und hatten einen traditionalistischen, quasi-religiösen Charakter. Viele vertrauten auf den Schutz magischer Rituale und die himmlische Vorhersehung ihres Schicksals. So behaupteten viele Große Schwerter, sie seien aufgrund von Zaubersprüchen immun gegen Gewehrkugeln und ihr Tod sei, wenn er sie ereile, göttlich vorherbestimmt. Auf Seiten der Roter-Speer-Gesellschaft zogen oftmals buddhistische Mönche mit in den Kampf und dekorierten sowohl ihre als auch die Waffen anderer mit religiös-magischen Zeichen, ähnlich wie es während des Boxeraufstand der Fall gewesen war.

### Banditen
Das nordöstliche China litt besonders am Zusammenbruch der Zentralregierung zu Beginn des 20. Jahrhunderts, sodass sich ein aktives Banditenwesen etablieren konnte. Während einige von ihnen raubten, um sich zu bereichern, waren viele Gelegenheitsbanditen, die infolge von Missernten oder Naturkatastrophen Raubüberfälle verübten, um sich und ihre Familien ernähren zu können. Begünstigt wurde dies durch die massive Einwanderung während der zwanziger Jahre, als viele Einwanderer keinen Anschluss an die Gesellschaft fanden und so zu Geächteten wurden. Eine der berühmtesten dieser Banditengruppierungen in der südlichen Mandschurei nannte sich Honghuzi (Rotbärte). Oft wurden die Banditen einfach nur Shanlin genannt, was Berg und Wald bedeutet und auf ihre Aktivität in der ländlichen Umgebung der Städte und die nahegelegenen Wald- und Bergregionen sowie ihre dortige Ortskenntnis anspielte. Die meisten Gruppen waren jedoch nur kleine Zusammenschlüsse, die in einem räumlich eng begrenzten Gebiet agierten und häufig unter der lokalen Bevölkerung Sympathisanten und Unterstützer hatte. Aufgrund dessen hatte auch die chinesische Armee vor dem japanischen Einmarsch große Probleme, diese Gruppen effektiv zu bekämpfen.
Es gab auch eine Art von nationalistischem Banditentum. Dieses hatte sich als Folge der Russischen Invasion vom Juli 1900 gebildet, als zaristische Truppen in die Mandschurei einmarschierten. Dies geschah, um die russisch kontrollierte Chinesische Osteisenbahn vor eventuellen Auswirkungen des Boxeraufstands zu schützen. Wang Delin führte dabei die größte Gruppe gegen die russische Besatzungsmacht. Da diese jedoch auch gegen die Qing-Dynastie opponierte, wurde sie als Banditentruppe eingestuft. Diese Gruppierung war bis 1917 aktiv, als sie in die Truppenverbände der Provinz Kirin eingegliedert wurde. Dies war in der Zeit der Warlords eine durchaus übliche Praxis, da die Banditen wenigstens über eine grundlegende Ausbildung an Waffen und in Taktik verfügten und so eine ständige Quelle neuer Rekruten bildeten. Nach der Zerschlagung der Provinzarmeen durch die Japaner 1931 desertierten Tausende dieser Soldaten und reorganisierten ihre alten Banditengruppen.
Bereits im Dezember 1931 begannen die Japaner daher großangelegte Operationen, um das Land von Banditen zu säubern, welche zu dieser Zeit hauptsächlich zivile Züge der Südmandschurischen Eisenbahn überfielen. Diese Operationen führten dazu, dass die Banditen nun auch abgelegene japanische Siedlungen überfielen und massiv die Eisenbahnnetze sabotierten, was zu noch brutaleren Unterdrückungsmaßnahmen der japanischen Okkupanten führte.
Viele Banditen schlossen sich nach der japanischen Eroberung den Freiwilligenarmeen an oder wandelten ihre Gruppen in solche um. Ein bekanntes Beispiel hierfür ist die Zhang Haitian (Alter Nordwind), welche trotz ihres nun bestehenden Partisanen- und Freiheitskämpfercharakters weiterhin auch chinesische Dörfer überfiel.

## Bildung der Antijapanischen Freiwilligenarmeen

### Widerstand in Harbin
Als General Xi Qia von der Kirin-Armee die Unabhängigkeit der Provinz ausrief, teilten sich die militärischen und zivilen Verwaltungsbehörden in zwei Lager. Das des Neuen Kirin unter Xi Qia und das des Alten Kirin, welches loyal zur Republik China stand und gegen das Neue Kirin opponierte.
Die Feindseligkeiten im Gebiet um Harbin begannen nicht vor Ende Januar 1932, etwa zeitgleich mit dem Zwischenfall vom 28. Januar. General Ding Chao entschloss sich, die Stadt, ein wichtiger Eisenbahn- und Flussschiffahrtsknotenpunkt im Norden, gegen die Truppen des Neuen Kirin unter Xi Qia und anschließend die der Japaner, zu verteidigen. Er warb unter den Einwohnern der Stadt darum, sich dem Kampf anzuschließen, woraufhin viele Hundert sich seinen Eisenbahntruppen anschlossen und die Kirin Selbstverteidigungsarmee bildeten. Obwohl die Schlacht von Harbin verloren ging, inspirierte der Widerstand Ding Chaos viele lokale Autoritäten im Umland Harbins und in Fengtian dazu, eigene Gruppen und Milizen aufzustellen und gegen die japanische Okkupation zu kämpfen.
Ding Chaos geschlagene Kirin Selbstverteidigungsarmee zog sich nordostwärts entlang des Flusses Sungari zurück und vereinige sich dort mit den Garnisonstruppen von General Li Du, wodurch sich der Kern des bewaffneten Widerstands im nördlichen Kirin bildete. Im südlichen Kirin bildete sich währenddessen unter General Wang Delin, einem ehemaligen Bataillonskommandeur und Banditenführer, am 8. Februar 1932 die Nationale Befreiungsarmee des chinesischen Volkes. Betrug ihre Mannschaftsstärke zu Beginn nur etwa 1.000 Soldaten, so wuchs sie innerhalb der nächsten Monate stark an und wurde zu einem Zentrum des Widerstandes und einer der erfolgreichsten Freiwilligenarmeen in den folgenden Kämpfen.

### Gründung Mandschukuos
Im Angesicht der Niederlage Ding Chaos stimmte Ma Zhanshan schließlich dem japanischen Werben zu und trat am 14. Februar 1932 in die neu gebildete Mandschurische Armee ein. Als Belohnung für seine Kollaboration durfte er seinen Posten als Gouverneur der Provinz Heilongjiang weiterhin ausüben.
Am 27. Februar 1932 machte Ding Chao den Japanern ein Waffenstillstandsangebot im Namen der Republik China, wodurch der offizielle chinesische Widerstand in der Mandschurei endete.
Am folgenden Tag wurde Puyi, ehemaliger chinesischer Kaiser der Qing-Dynastie und 1911 während der Xinhai-Revolution gestürzt, durch einen Allmandschurischen Kongress in Mukden zum Präsidenten des unabhängigen Staates Mandschukuo ausgerufen. An diesem Kongress nahm auch Ma Zhanshan teil, der hierfür extra aus dem Norden eingeflogen wurde. Am 1. März wurde eine provisorische mandschurische Regierung gebildet, in welcher Ma Zhanshan, zusätzlich zu seinem Posten als Provinzgouverneur, das Amt des Kriegsministers bekleidete. Am 9. März wurde die Unabhängigkeit des Staates Mandschukuo offiziell ausgerufen. Die Republik China verkündete daraufhin, dass sie diesen Staat nicht nur nicht anerkennen würden, sondern dass Puyi in Wirklichkeit von den Japanern entführt worden sei und gefangen gehalten werde, wodurch die Unabhängigkeitserklärung ungültig sei.
Trotz des offiziellen Waffenstillstandes wurde der Widerstand nicht eingestellt. Bis Ende Februar zerstörte die Befreiungsarmee des Chinesischen Volkes insgesamt 18 Brücken der Bahnstrecke Kirin-Dunhua und am 20. Februar wurde die Stadt Dunhua durch die Truppen Wangs erobert. Eine zur Rückeroberung entsandte japanisch-mandschurische Streitmacht wurde in mehreren kleineren Schlachten entlang des Ufers des Jingpo Hu unter Verlust hunderter Soldaten zurückgeschlagen. Die schlecht ausgerüsteten Milizen besaßen den Vorteil der Geländekenntnis und konnten ihre Feinde häufig in Hinterhalte locken, was die Japaner schließlich dazu bewog, sich vorerst nach Harbin zurückzuziehen.
Dass die japanische Armee eine militärische Niederlage gegen einen losen Zusammenschluss schlecht ausgerüsteter, irregulärer Soldaten hinnehmen musste, kam einem außenpolitischen Desaster gleich. Die Japaner waren bemüht Mandschukuo der Welt als einen Staat darzustellen, der aus dem Wunsch des Volkes heraus gegründet worden und absolut friedlich sei. Doch nun wurde sogar eine Untersuchungskommission des Völkerbunds nach Mandschukuo gesandt, um den Vorfall zu untersuchen. Auch in Mandschukuo selbst rief die Niederlage große gesellschaftliche Resonanz hervor. Als sich die Nachricht verbreitete, desertierten hunderte Soldaten der neuen Kaiserlich Mandschurischen Armee und schlossen sich zusammen mit anderen Freiwilligen der Befreiungsarmee des Chinesischen Volkes an. Hierdurch wuchs deren Stärke bis zum April von zuletzt etwa 4.500 auf über 10.000, möglicherweise sogar fast 15.000 Soldaten an, welche in fünf Brigaden organisiert wurden.

## Krieg der Freiwilligenarmeen und „Anti-Banditen Operationen“ 1932–1933

### Der Konflikt beginnt
Mit dem Ende des Winters 1932 starteten die Japaner von Harbin aus eine Strafexpedition entlang des Sungari und der Chinesischen Osteisenbahn in das innere der Provinz Kirin um die Kirin Selbstverteidigungsarmee, deren Oberbefehlshaber Ding Chao sich nicht an das mit den Japanern geschlossene Waffenstillstandsabkommen hielt, zu zerschlagen. In dieser von März bis Juni 1932 andauernden Operation konnte die Kirin Selbstverteidigungsarmee zwar von den Ufern des Sungari und aus dem Kern von Kirin vertrieben werden, allerdings leistete die weiterhin Widerstand und besetzte nahe der sowjetischen Grenze verschiedene Dörfer entlang der Chinesischen Osteisenbahn.
Im Südwesten kontrollierte eine weitere Freiwilligenarmee unter General Li Hai-ching von Fuyu aus das umliegende Gebiet bis hin nach Nong’an. Diese Armee nannte sich Antijapanische Armee zur Befreiung des Landes und verfügte sogar über leichte Artillerie und mehrere Maschinengewehre, welche sie von den ehemaligen regulären chinesischen Truppen übernommen hatte. Am 29. März 1932 schlug sie vor den Toren Nong’ans, nur etwa 55 Kilometer von der neuen mandschurischen Hauptstadt Xinjing entfernt, eine mandschurische Armee unter dem Befehl des ehemals chinesischen Generals Xi Qia. Dieser Sieg war jedoch hauptsächlich nur möglich, da die Freiwilligenarmee am Vortag einen Munitionstransport, der von etwa 100 Militärpolizisten gesichert wurde, überfallen und so etwa 200.000 Schuss Gewehrmunition und 50.000 Mörsergranaten erbeutet hatten. Dieser Transport war auf dem Weg nach Nong’an, welches die mandschurischen Truppen zwischenzeitlich erobert hatten, denen aber nun im Gegenzug die Munition ausging und die so zum Rückzug oder zur Kapitulation gezwungen wurden.
Kleinere japanische Einheiten, die zur Unterstützung aus Xinjing entstand waren, wurden noch vor Nong’an unter schweren Verlusten zum Stehen gebracht. Von Osten aus Dehui entsandte Truppen konnten nicht mehr rechtzeitig eingreifen um die Kapitulation von Teilen der mandschurischen Truppen und den Rückzug der restlichen zu verhindern, schafften es jedoch bereits am 30. März mit Luftunterstützung Nong’an endgültig zu erobern.

### Die Revolte Ma Zhanshans
Obwohl er Provinzgouverneur und Kriegsminister Mandschukuos war, vertrauten die Japaner Ma Zhanshan nicht und ließen ihn durch ihren Geheimdienst überwachen. Des Weiteren musste er bei allen wichtigen Entscheidungen japanische Berater konsultieren und bei ihnen um Genehmigung bitten. Unzufrieden mit dieser Situation begann Ma bereits nach kurzer Zeit heimlich Geld und Waffen der Japaner, die für die Ausrüstung der Kaiserlich Mandschurischen Armee vorgesehen waren, beiseitezuschaffen und seine ehemalige Privatarmee neu auszurüsten. In seiner Funktion als Gouverneur von Heilongjiang rekrutierte er diese Soldaten offiziell für die Kaiserlich Mandschurische Armee und brachte ihre Familien in Sicherheit, bevor er am 1. April 1932 gemeinsam mit seinen Truppen Tsitsihar verließ um sich auf eine militärische Erkundungsoperation zu begeben.
Als er am 7. April Heihe erreichte, rief Ma die Unabhängigkeit der Provinz Heilongjiang von Mandschukuo aus und organisierte seine Truppen gemeinsam mit der dortigen Garnison und neuen Freiwilligen bis Anfang Mai in neun neue Brigaden. Außerdem richtete er über die Provinz verteilt elf Garnisonen aus Freiwilligen ein. Diese bildeten zusammen mit den bisherigen Kerntruppen die neue Nordöstliche Antijapanische Nationale Befreiungsarmee. Ma wurde außerdem zum Oberbefehlshaber sämtlicher in der Folgezeit gebildeter Antijapanischer Freiwilligenarmeen erklärt, die auf ihrem Höhepunkt nach japanischen Schätzungen bis zu 300.000 Kämpfer umfasst haben sollen.
Nachdem er einige Abteilungen zur Unterstützung Ding Chaos an den Unterlauf des Sungari gesandt hatte, brach Ma mit seinen restlichen Truppen in Richtung Harbin auf. Sie führten unter anderem 20 Haubitzen mit sich und wurden von einer kleinen Staffel aus sieben Flugzeugen unterstützt. Ma konnte kleinere Feindgruppen, die ihm entgegengesandt wurden, zwar in Hinterhalte locken und zerschlagen, musste aber erkennen, dass er gegen die mandschurischen und japanischen Truppen, welche sich vor Harbin sammelten, momentan nichts ausrichten konnte und wandte sich deshalb südwestlich in Richtung Tsitsihar.
Ungefähr zur gleichen Zeit begannen kleinere, unabhängige Partisanengruppen in der ganzen Provinz Heilongjiang japanische und mandschurische Einrichtungen zu überfallen. Die zur Eindämmung der Unruhen entsandten Truppen der Kaiserlich Mandschurischen Armee wagten es entweder nicht, die unmittelbare Umgebung der Eisenbahnlinien, an denen sie vorrückten, zu verlassen, oder sie liefen direkt zu den Partisanen oder den Truppen Mas über. Diese Truppenabwesenheit führte dazu, dass sich besonders entlang der Chinesischen Osteisenbahn Banditenbanden wieder zusammenfanden und Städte und Dörfer überfielen.
Um die Kontrolle wieder zu erlangen, begann die japanische Armee eine von April bis Juli 1932 andauernde Operation zur Niederwerfung Ma Zhanshans. Die Japaner rückten entlang der Eisenbahnstrecken Harbin-Hailung und Tsitsihar-Keshan vor, um den Vormarsch von Mas Truppen zu stoppen. Wo dies möglich war und die Gelegenheit bestand, spalteten sich die japanischen Truppen auf, um kleinere Einheiten von Mas Armee einzukesseln und so zu zerschlagen. Als die Japaner mit dieser Taktik immer erfolgreicher waren, befahl General Ma am 8. Juni 1932 seinen Truppen, sich dem Feind nicht mehr offen zu stellen und Guerilla-Taktiken anzuwenden. Lediglich seine persönliche Garde von 1.000 Mann kämpfte weiterhin als fest organisierter Verband. Diese lose Taktik ohne wirkliche Befehlshaber sorgte jedoch dafür, dass viele der Freiwilligen sich aus dem Widerstand zurückzogen und einfach zu ihren Familien zurückkehrten. Die verbliebenen Truppen konnten den Japanern nur noch geringen Widerstand leisten, und nachdem auch seine Leibgarde bis Juli auf wenige Männer zusammengeschrumpft und Ma nur knapp einer japanischen Einkreisung entkommen war, tauchte er vorerst unter.

### Revolten der Freiwilligenarmeen südlich von Harbin
Ende April zerstörte eine Truppe von ungefähr 3.000 chinesischen Soldaten unter General Li Hai-ching etwa 105 Kilometer südlich von Harbin die Trasse der Chinesischen Osteisenbahn. Sie entfernten Schienen und Balken, beschädigten den Bahndamm und kappten eine parallel verlaufende Telegraphenlinie. Ein Zug aus Harbin, welcher an der zerstörten Stelle halten musste, wurde von ihnen ausgeplündert, bevor sie sich beim Nähern japanischer Truppen zurückzogen.
Im östlichen Mandschukuo brannten die Truppen Wang Delins drei kleinere Bahnhöfe nieder und plünderten die Stadt Suifenhe nahe der sowjetischen Grenze. Diese Angriffe wurden zu Beginn jedoch auch den Soldaten Li Hai-chings zugeschrieben. Aufgrund dessen zogen die Japaner im Mai 1932 Einheiten aus dem relativ ruhigen Süden der Provinz Fengtian ab und starteten gemeinsam mit mandschurischen Soldaten eine Strafexpedition gegen Lis Hauptquartier, wo sie einen Großteil seiner Truppen aufreiben konnten.
Die Abwesenheit der Truppen führte jedoch dazu, dass der chinesische General Tang Juwu die Zeit für reif hielt, gegen die Obrigkeit zu rebellieren. Er hatte im Geheimen etwa 20.000 Soldaten ausgerüstet und kreiste mit diesen nun die japanische Garnison in der Stadt Tonghua ein. Als Entsatz geschickte mandschurische Einheiten konnten Tangs Armee weder schlagen noch bedeutend schwächen, jedoch entschied er nach den ersten Zusammenstößen die Belagerung abzubrechen, da er weitere feindliche Verstärkungen befürchtete. Er blieb mit seiner immer noch schlagkräftigen Armee jedoch ein steter Bedrohungsfaktor für die Stadt Mukden und die japanischen Versorgungswege nach Korea und lieferte sich sowohl mit der japanischen Kwantung-Armee als auch der mandschurischen Fengtian Provinzarmee dauerhafte Scharmützel. Tang profitierte dabei wie viele andere Freiwilligenarmeen davon, dass der Sommer 1932 einen Höhepunkt im Widerstandsgeist der mandschurischen Bevölkerung bildete, sodass sich vielerorts mehr Freiwillige meldeten als mit Waffen ausgerüstet und versorgt werden konnten.
Ebenfalls im Mai gelang es einer Abteilung der Kirin Selbstverteidigungsarmee von etwa 15.000 Soldaten unter Feng Zhanhai, die Nachschublinien südlich und östlich Harbins zu unterbrechen. Als Reaktion hierauf wurden zwei parallele japanisch-mandschurische Operationen von Juni bis Juli 1932 durchgeführt um Fengs Truppe zu zerschlagen. Dieses Ziel konnte zwar nicht vollständig erreicht werden, allerdings zog sich Feng als Resultat mit den Resten seiner Truppe nach Westen zurück und stellte so für Harbin keine Gefahr mehr dar.
Im August traten die Flüsse Nen Jiang und Sungari über die Ufer und überschwemmten ein Gebiet von über 30.000 km² in der Umgebung Harbins. Die Überschwemmung stoppte sowohl die Operationen der Japaner als auch die der Freiwilligenarmeen, welche im Sommer 1932 ihrem Höhepunkt entgegen strebten. Da im Zuge der Flut jedoch große Teile der Ernte, welche durch die andauernden Kämpfe bereits geringer ausfallen würde, vernichtet wurden, kamen die Freiwilligenarmeen unter großen Druck. Die sich anbahnende Hungersnot entzog ihnen die Unterstützung der Bevölkerung und Überfälle zur Nahrungsbeschaffung ließen die öffentliche Meinung umschwenken.

### Niederlage der Freiwilligenarmeen
Im Zuge der Flut überquerten mongolische Banditengruppen die Grenze und überfielen isolierte Orte wie die kleine Stadt Tongyu. Die Bevölkerung war entweder von den Freiwilligenarmeen enttäuscht, dass sie nichts gegen die Banditen unternahm, oder rechnete ihnen selbst die Überfälle zu. Als es einer mandschurischen Truppe, die am 20. August entsandt wurde, am 31. August die Stadt Tongyu zurückzuerobern, wurde die zivile Haltung gegenüber den Freiwilligenarmeen sogar vielerorts offen feindselig.
Eine am 2. September durch die mandschurische Kiringarde gestartete Operation gelang es, die schon im Rückzug befindlichen Truppen Feng Zhanhais nahezu komplett zu zerschlagen. Hierdurch war die operative Organisation der Freiwilligenarmeen fast vollständig zerschlagen und ihre Möglichkeit zu koordinierten Angriffen vorerst nicht mehr vorhanden.

#### Su Bingwens Revolte
Im äußersten Westen Heilongjiangs, an der sowjetischen Grenze, hatte der General Su Bingwen es bisher vermieden, sich und seine Truppen offen auf die Seite Mandschukuos oder Ma Zhanshans zu stellen und war so bisher von beiden Seiten unbehelligt geblieben. Hierdurch konnten die Bauern in dem von ihm kontrollierten Gebiet im Spätsommer ungestört ihre Ernte einbringen und schufen so eine Versorgungsgrundlage für spätere Operationen.
Als die Japaner Ende September 1932 begannen, ihre Truppen nach Süden zu verlegen um die dortigen Industrieanlagen vor den Freiwilligenarmeen zu schützen, stellte Su Bingwen sich am 27. September offen auf die Seite der Aufständischen und nahm hunderte japanische Siedler und die Soldaten isolierter japanischer Stützpunkte als Geiseln. Anschließend bewegte er sich mit seinen Truppen, die sich Heilongjiangs Nationale Befreiungsarmee nannten, ostwärts um sich mit den versprengten Truppenresten Ma Zhanshans zu vereinigen.
Dieser hatte sich nach der Zerschlagung seiner Truppen durch die Japaner in die Xing’an-Berge am Amur zurückgezogen und versucht, seine Armee zu reorganisieren. Als er von Sus Revolte erfuhr, verließ er die Berge und vereinigte sich im Bezirk Longmen mit Su.
In Heilongjiang waren jedoch im Zuge der Überschwemmungen im Sommer nicht genügend Nahrungsmittel vorhanden um größere Truppenteile zu versorgen und aufgrund der schlechten Infrastruktur konnte Su Bingwen nicht genügend Nahrungsmittel aus seinem Gebiet heranschaffen. Daher nahm die Revolte zunehmend die Form eines Raubzuges von Stadt zu Stadt an um die Kornkammern der Bauern zu plündern.
Mitte Oktober eroberten Mas Soldaten die Stadt Antachen westlich Harbins und zwangen die Einwohner dazu, ihnen umgerechnet 50.000 Dollar und sämtliche Pferde auszuhändigen, bevor sie weiterzogen. Am 26. Oktober griffen sie die Stadt Laha, 110 Kilometer nördlich Tsitsihars an. Als sie erkannten, dass sich eine japanische Garnison in der Stadt befand, bombardierten sie diese durch ihre verbliebene Artillerie und zerstörten dabei auch einen Großteil der Stadt selbst.
Einen ersten Eindruck von der Stärke der Truppen Su Bingwens und Ma Zhanshans erhielten die Japaner am 8. November, als der Unteroffizier Iwakami in Tsitsihar ankam und davon berichtete, wie etwa 4.000 Aufständische seine gesamte Einheit bei Yi’an aufgerieben hatten.
Als Reaktion hierauf entsandten die Japaner etwa 30.000 Soldaten ihrer 14. Infanteriedivision und Kavalleristen der mandschurischen Hsingan-Armee. Am 28. November kam es zu einem ersten Zusammenstoß der Truppen nahe Tsitsihar. Parallel bombardierten japanische Flugzeuge Mas Hauptquartier, welches dieser in Hailar aufgeschlagen hatte. Am 3. Dezember griffen die Japaner die Stadt direkt an und zwangen Ma und Su, sich aus ihr zurückzuziehen. Sie überquerten am 5. Dezember beide die sowjetische Grenze während sich viele ihrer Truppen in kleinen Gruppen in die Provinz Jehol zurückzogen.

#### Abschließende Operationen im östlichen Mandschukuo
Durch das Zusammenziehen japanischer Truppen gegen Su und Ma in Westen, kam es ein letztes Mal zu größeren Aufständen in anderen Gebieten Mandschukuos. Banditengruppen mit über 1.000 Mann und größere Einheiten der Roter-Speer-Gesellschaft führten massive Angriffe auf Eisenbahnlinien und japanische sowie mandschurische Garnisonen durch. Im Zuge dieser Überfälle eroberte eine Miliz der Roter-Speer-Gesellschaft am 15. September 1932 die Kleinstadt Pingdingshan. Als die Japaner die Stadt am nächsten Tag zurückeroberten, kam es zum so genannten Massaker von Pingdingshan, bei dem über 3.000 Zivilisten getötet wurden und das nur ein Einwohner der Stadt überlebte.
Währenddessen gelang es den Japanern im Westen im Verlauf des Oktobers, die letzten Reste der Truppen Li Hai-chings, bestehend aus etwa 3.000 Soldaten, welche erneut in Heilongjiang eingefallen waren, zu stellen und zu zerschlagen. Die versprengten Reste flohen wie später auch die Truppen Si Bingwens und Ma Zhanshans in die Provinz Jehol.
Mitte Oktober gelang es den Japanern schließlich auch im Osten Mandschukuos, die Initiative endgültig zurückzugewinnen. Sie schätzten die Truppen Tang Juwus im südlichen und östlichen Fengtian auf etwa 30.000 Mann und entsandten daher am 11. Oktober eine Armee aus sieben Brigaden der mandschurischen Fengtian-Armee, zwei japanischen Kavalleriebrigaden und einer gemischten Brigade. Ausgehend vom Distrikt Tungpientao attackierten sie Tangs Truppen in der Nähe von Tonghua und Huanren und konnten Tang schließlich einkreisen. Es gelang ihm zwar zu entkommen, allerdings verlor er in der Folge die Kontrolle über größere Teile seiner Truppen, die sich langsam auflösten. Bei der Eroberung von Tonghua und Huanren am 16. und 17. Oktober erlitten die japanisch-mandschurischen Truppen Verluste in Höhe von etwa 500 Mann, während die Aufständischen 270 Tote und etwa 1.000 Gefangene hinnehmen mussten.
Im Anschluss wandten sich dieselben Truppen bis zum November dem Gebiet zwischen Mukden, Xinjing und Kirin zu, in welchem sich noch Guerilla-Einheiten Wang Delins aufhielten. Diese leisteten jedoch keinen ernsthaften Widerstand und ihre Reste zogen sich in Richtung Huinan und Siping zurück.
Vom 6. bis zum 20. November säuberten etwa 5.000 mandschurische Soldaten den Distrikt Ki Feng-lung von letzten Widerstandsnestern. Bei dieser Operation kamen neben Einheiten der Fengtian- und Kirinarmee auch erstmals die Jing’an-Guerillaeinheit (Jing’an youjidui), eine spätere Spezialeinheit der Kaiserlich Mandschurischen Garde zum Einsatz.
Vom 22. November bis zum 5. Dezember kam es wiederum zu einer erneuten Unternehmung gegen die Truppen Tang Juwus. Neben der Jing’an youjidui wurden auch chinesische Milizen aus der Nähe der koreanischen Grenze auf Seiten Mandschukuos eingesetzt. Neben zahlreichen Toten konnten etwa 1.800 Mann aus Tangs Truppe gefangen genommen werden. Viele von ihnen traten später in die Kaiserlich Mandschurische Armee ein, um der Gefangenschaft zu entkommen. Diese Operation markierte das Ende der Armee Tang Juwus.
Am 24. Dezember attackierte die japanische 10. Division Guerillaeinheiten nördlich des Flusses Mudanjiang. Am 5. Januar 1933 ergab sich der General Kuan Chang-ching mit seinen Freiwilligen bei Suifenhe den Japanern. Am 7. Januar konnte Mishan zurückerobert werden, bevor sich General Li Du mit seinen Truppen am 9. Januar über die Grenze in die Sowjetunion absetzte, was die Operationen nördlich des Mudanjiang beendete.
Bis Ende Februar 1933 waren die meisten größeren Freiwilligenarmeen zerschlagen, hatten sich in kleine Guerillaeinheiten aufgelöst oder waren in die Sowjetunion geflohen.

### Folgen
Dies war nicht das Ende der Freiwilligenarmeen an sich. Viele kämpften in kleinen Guerillaeinheiten weiter, die sich jedoch in ihrem Handeln oft nicht sonderlich von den Shanlin genannten Banditengruppen unterschieden. Tatsächlich hatten die meisten Einheiten ehemalige Banditenführer als Befehlshaber, deren Erfahrung im Guerillakampf und im Überleben in der Wildnis im harten mandschurischen Winter dafür sorgten, dass diese Truppen noch auf Jahre hinaus eine stete Bedrohung für die japanischen und mandschurischen Truppen darstellte.
Dies und die Unzuverlässigkeit der Kaiserlich Mandschurischen Armee führten dazu, dass die Japaner dazu gezwungen waren, dauerhaft starke Verbände in der Mandschurei zu stationieren, wodurch einer der gewünschten Haupteffekte der Gründung Mandschukuos, die Stabilisierung der Region und Sinisierung des Konflikts, nicht erreicht wurde. Außerdem wurde so die Kwantung-Armee gestärkt, deren selbstständiges Handeln in Tokio mit Argwohn betrachtet wurde. Zwar führte die Kaiserlich Mandschurische Armee durchaus eigene Anti-Partisanen Operationen durch, wie eine erneute Befriedungsmission im Oktober und November 1933 in Kirin, an der über 35.000 mandschurische Soldaten beteiligt waren, doch die Japaner vertrauten diesen Truppen so wenig, dass sie bei solchen Einsätzen stets eigene Einsatzgruppen in Bereitschaft hielten und häufig auch den Oberbefehl übernahmen.
Viele der Truppen die ins unbesetzte China oder in die Sowjetunion geflohen waren, spielten auch später noch eine Rolle im Kampf gegen die Japaner. So wurden die Soldaten Feng Zhanhais später als reguläre Division in die Nationalrevolutionäre Armee aufgenommen und kämpften im Zweiten Sino-Japanischen Krieg. Tang Juwu wurde später Kommandeur eines Korps der Nordöstlichen Vereinten Antijapanischen Armee und kämpfte mit einer kleinen Truppe nach Ausbruch des Zweiten Sino-Japanischen Krieges hinter den japanischen Linien, wo er am 18. Mai 1939 getötet wurde. Su Bingwen diente im Generalstab der Kuomintang-Regierung und führte Truppeninspektionen durch. Aufgrund seiner zeitweiligen Kooperation mit den Japanern wurde Ma Zhanshan erst nach Ausbruch des Zweiten Sino-Japanischen Krieges begnadigt und diente als Frontkommandeur. Ab August 1940 wurde erneut zum chinesischen Gouverneur der noch unter mandschurischer Kontrolle befindlichen Provinz Heilongjiang erklärt und behielt diese Position bis Kriegsende.
Die in Mandschukuo verbliebenen Kommandeure erwartet häufig ein grausames Schicksal sofern sie den Kampf nicht einstellten. Wang Fengge wurde 1937 gefangen genommen und gemeinsam mit seiner Frau und seinem Kind hingerichtet. Wu Yicheng, ein ehemaliger Offizier Wang Delins, kämpfte mit einer kleinen Anzahl an Gefolgsleuten bis 1937, bevor auch er starb. Als Kong Xianrong, ein weiterer Offizier Wangs den Kampf einstellen wollte, übernahm seine Frau gemeinsam mit Yao Zhenshan den Befehl über seine Truppen und leistete bis zum Frühjahr 1941 Widerstand, als ihre Gruppe gemeinsam mit ihren Anführern vernichtet wurde.

## Kommunisten und die Nordöstliche Vereinte Antijapanische Armee 1934–1942

### Frühe Konflikte mit den Antijapanischen Armeen
Nach der japanischen Invasion der Mandschurei 1931 bildete die Kommunistische Partei Chinas eine Reihe kleiner Guerilla-Gruppen, welche sowohl die Japaner bekämpfen als auch die soziale Revolution in der Mandschurei voranbringen sollten. Diese Gruppen wurden dabei im Vergleich zu den Antijapanischen Freiwilligenarmeen bewusst klein gehalten, damit sie besser verdeckt operieren konnten.
Vor allem zu Anfang wurden die Freiwilligenarmeen von den Kommunisten als gefährliche Feinde wahrgenommen. Sie trauten ihnen nicht und fürchteten, die Japaner könnten einen vermeintlichen Rückzug der Freiwilligenarmeen auf das Gebiet der Sowjetunion als Vorwand benutzen, diese anzugreifen, was eine Gefahr für die sowjetische Unterstützung der chinesischen Kommunisten bedeutet hätte. Aus diesen Gründen warb die Kommunistische Partei im Geheimen unter den Freiwilligen dafür, ihre Offiziere zu ermorden und an der sozialen Revolution teilzunehmen.
Trotzdem schloss sich eine nicht geringe Zahl an Mitgliedern der Partei den Freiwilligenarmeen an und gelangte innerhalb derselben in führende Positionen wie beispielsweise Li Yanlu und Zhou Baozhong, die es in der Nationalen Befreiungsarmee des Chinesischen Volkes Wang Delins hohe Ränge erreichten.
Dies und eine latente Unterstützung der Freiwilligenarmeen durch die Komintern seit 1935 sorgten dafür, dass die Partei mit der Zeit ihre Politik änderte. Sie fürchtete, im antijapanischen Widerstandskampf irrelevant zu werden und so nach und nach sämtliche Unterstützung in der Mandschurei zu verlieren. So wurde nach und nach das Ziel der sozialen Revolution demjenigen der Vertreibung der Japaner von chinesischem Gebiet hintangestellt.
Nach der Niederlage der meisten Freiwilligenarmeen im Verlaufe des Jahres 1934 sammelte die Partei viele der verbliebenen Kämpfer – insgesamt besaßen die noch nicht besiegten Freiwilligenarmeen zu dieser Zeit noch schätzungsweise 50.000 Kombattanten – und organisierte sie zusammen mit den verbliebenen kommunistischen Guerilla-Truppen zur zentral geführten Nordöstlichen Vereinten Antijapanischen Armee unter dem Oberbefehl von Zhao Shangzhi. Diese neue Armee war offen für alle, die sie in ihrem Kampf gegen die Japaner unterstützen wollten und es gelang mit der Zeit auch, einige der Shanlin-Banden zu rekrutieren.

### Die Vereinte Armee
1935 änderte die Partei ihre offizielle Politik und begann die Vereinte Front zu bilden. Ihre Armee gliederte daraufhin die meisten noch verbliebenen antijapanischen Gruppen in der Mandschurei und einige koreanische Widerstandskämpfer, unter ihnen auch der spätere nordkoreanische Diktator Kim Il-sung, in ihre Truppen ein. Im Verlaufe des Jahres 1935 wurde so eine Truppe von ungefähr 40.000 Kämpfern aufgebaut. Diese gliederte sich in die 1. Marscharmee in Fengtian unter Yang Jingyu, die 2. Marscharmee in Kirin unter Zhou Baozhong und die 3. Marscharmee in Heilongjiang unter Li Zhaolin. Das Ziel dieser Armeen lag darin, über das Land verteilt kleine Widerstandsnester zu bilden, um so die Verwaltung des Landes zu stören, und nach Beginn des Zweiten Sino-Japanischen Krieges 1937 darin, möglichst viele japanische Truppen zu binden, damit diese nicht ins chinesische Kernland entsandt werden konnten. Besonders in den Jahren 1936 und 1937 waren sie hiermit sehr erfolgreich und führten die Verwaltung teilweise an den Rand eines Zusammenbruchs.
Von Oktober 1936 bis März 1937 führte die noch junge Mandschurische Armee daher eine Operation mit 16.000 Soldaten gegen die 1. Marscharmee durch. Dies war die erste eigenständige Operation der Mandschurischen Armee ohne japanische Unterstützung. Trotz eigener schwerer Verluste konnte sie im Verlauf der Kampagne mehr als 2.000 Aufständische töten, darunter einige hohe Offiziere. Diese und weitere Operationen führten dazu, dass die gesamte Zahl der Aufständischen, welche 1936 noch ungefähr 30.000 betragen hatte, im Jahr 1937 nur noch bei schätzungsweise 20.000 Mann lag.
Von November 1937 bis zum März 1939 wurde eine Reihe noch größerer Operationen mit insgesamt 24.000 mandschurischen Soldaten gegen die 2. Marscharmee im Gebiet zwischen den Flüssen Amur, Sungari und Ussuri durchgeführt. In der zweiten Jahreshälfte 1938 begann die japanische Armee Truppen im östlichen Fengtian zu konzentrieren um die Reste der 1. Marscharmee zu zerschlagen. Diese hatte sich als die stärkste der drei Armeen mit einer breiten Unterstützungsbasis in der Bevölkerung erwiesen, und die Japaner sahen in ihrer Vernichtung den Schlüssel zur Zerschlagung der Vereinten Armee.
Bereits vor dem Beginn der Operation im September 1938 war die Zahl der feindlichen Soldaten auf geschätzte 10.000 gesunken, was eine Folge der jahrelangen Kämpfe und der zunehmend effektiver geplanten japanischen und mandschurischen Operationen war. Anfang Januar 1940 gelang es schließlich, die Reste der 1. Marscharmee einzuschließen und ihr Anführer Yang Jingyu starb am 23. Februar 1940, als er mitsamt seinem Führungsstab aus dem Kessel zu fliehen versuchte und dabei von einem seiner Offiziere verraten wurde.
Nach der Vernichtung der stärksten kommunistischen Truppe begann der Widerstand auseinanderzubröckeln und viele Kämpfer, unter ihnen Kim Il-sung, flohen zwischen 1940 und 1942 ins sowjetische Sibirien. Im November 1941 floh Li Zhaolin mit den Resten seiner 3. Marscharmee in die Sowjetunion und am 12. Februar 1942 wurde schließlich Zhao Shangzhi, der letzte höhere kommunistische Befehlshaber in der Mandschurei, vom japanischen Militärgeheimdienst festgenommen und starb später an den dabei erlittenen Verletzungen. Dieses Datum wird als das Ende der Operationen zur Befriedung Mandschukuos angesehen.